# Max Johnston
Max Johnston (* 26. Dezember 2003 in Middlesbrough, England) ist ein schottischer Fußballspieler, der beim SK Sturm Graz unter Vertrag steht.

## Karriere

### Verein
Max Johnston kam im Alter von 12 Jahren zum FC Motherwell und durchlief die Jugendakademie des Vereins. Ab der Saison 2020/21 trainierte er bereits mit der ersten Mannschaft, nachdem Graham Alexander den Trainerposten im Januar 2021 übernommen hatte. Zwei Monate nach seinem 17. Geburtstag am 13. Februar 2021 debütierte Johnston in der Scottish Premiership für Motherwell als Einwechselspieler im Lanarkshire Derby gegen Hamilton Academical. Bis Saisonende kam er zweimal im Oberhaus zum Einsatz.
Im September 2021 wurde er an den Zweitligisten Queen of the South verliehen. Für jenen absolvierte er bis zum Ende der Spielzeit 2021/22 25 Partien in der Scottish Championship. Zur Saison 2022/23 kehrte Johnston zunächst wieder zu Motherwell zurück, ehe er im September 2022 ein zweites Mal an einen Zweitligisten verliehen wurde, diesmal an die Cove Rangers. Für Cove spielte er zehnmal, ehe er im Januar 2023 wieder zu Motherwell zurückkehrte. Dort etablierte er sich nun als Rechtsverteidiger und absolvierte bis Saisonende 17 Partien in der Premiership. Obwohl er nur eine Halbsaison beim Klub tätig war, wurde er in jener Spielzeit zum besten U23-Spieler der Liga gekürt.
Seinen Vertrag in Schottland verlängerte er anschließend nicht und im Juli 2023 wechselte er dann zum österreichischen Bundesligisten SK Sturm Graz, bei dem er einen bis Juni 2027 laufenden Vertrag erhielt.

### Nationalmannschaft
Max Johnston spielte im Jahr 2019 einmal für die schottische U-16-Nationalmannschaft. Beim 3:2-Sieg gegen Australien erzielte er ein Tor.
Im März 2025 gab er in der UEFA Nations League gegen Griechenland sein Debüt im A-Nationalteam.

## Erfolge
- Österreichischer Meister: 2024, 2025
- Österreichischer Cupsieger: 2024

## Familie
Max Johnston ist der Sohn des ehemaligen schottischen Fußballnationalspielers und nunmehrigen Trainers Allan Johnston. Sein Onkel Sammy Johnston war ebenfalls Fußballspieler.